# Karsdorf
Karsdorf (bis 1936/37 Carsdorf) ist eine Gemeinde im Burgenlandkreis in Sachsen-Anhalt. Sie gehört der Verbandsgemeinde Unstruttal an.

## Geografie
Karsdorf liegt zwischen Nebra (Unstrut) und Burgscheidungen an der Unstrut. In Steigra zweigt in südwestliche Richtung eine Nebenstraße von der Bundesstraße 180 ab, die nach Karsdorf führt. Ortsteile der Gemeinde sind Karsdorf, Wetzendorf und Wennungen.

## Geschichte

### Vorgeschichte
Vorgeschichtlich wurde Karsdorf 2015 durch die Bestimmung der genetischen Herkunft von zwei Individuen bekannt. Das ältere, männliche Individuum „KAR6a“ wurde mit 5207–5070 cal.v.Chr. in die frühneolithische Linienbandkeramik datiert und der Haplogruppe H (mtDNA)1, sowie der Haplogruppe T (Y-DNA)1a zugeordnet.

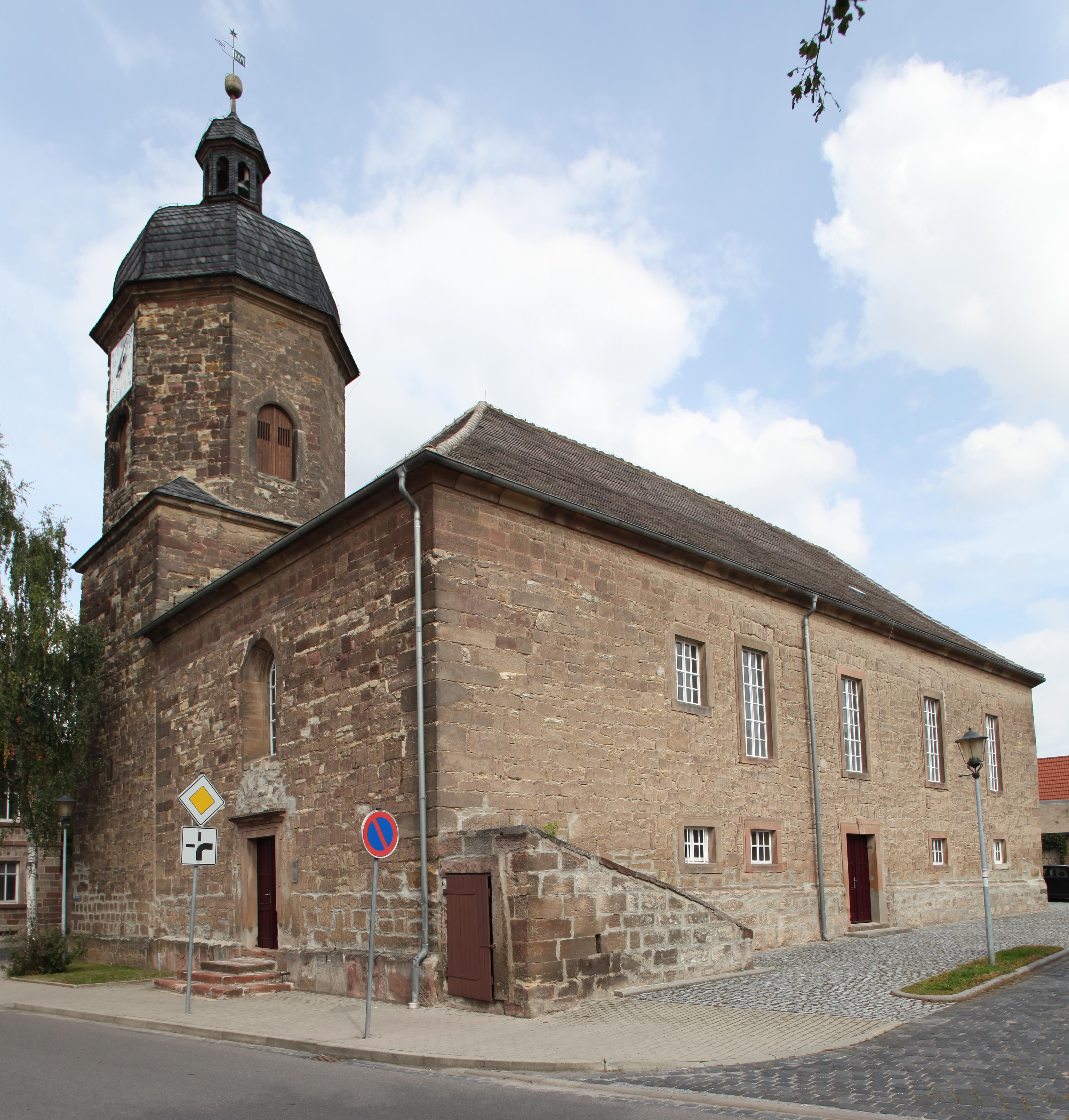
Evangelische Kirche St. Laurentius in Karsdorf

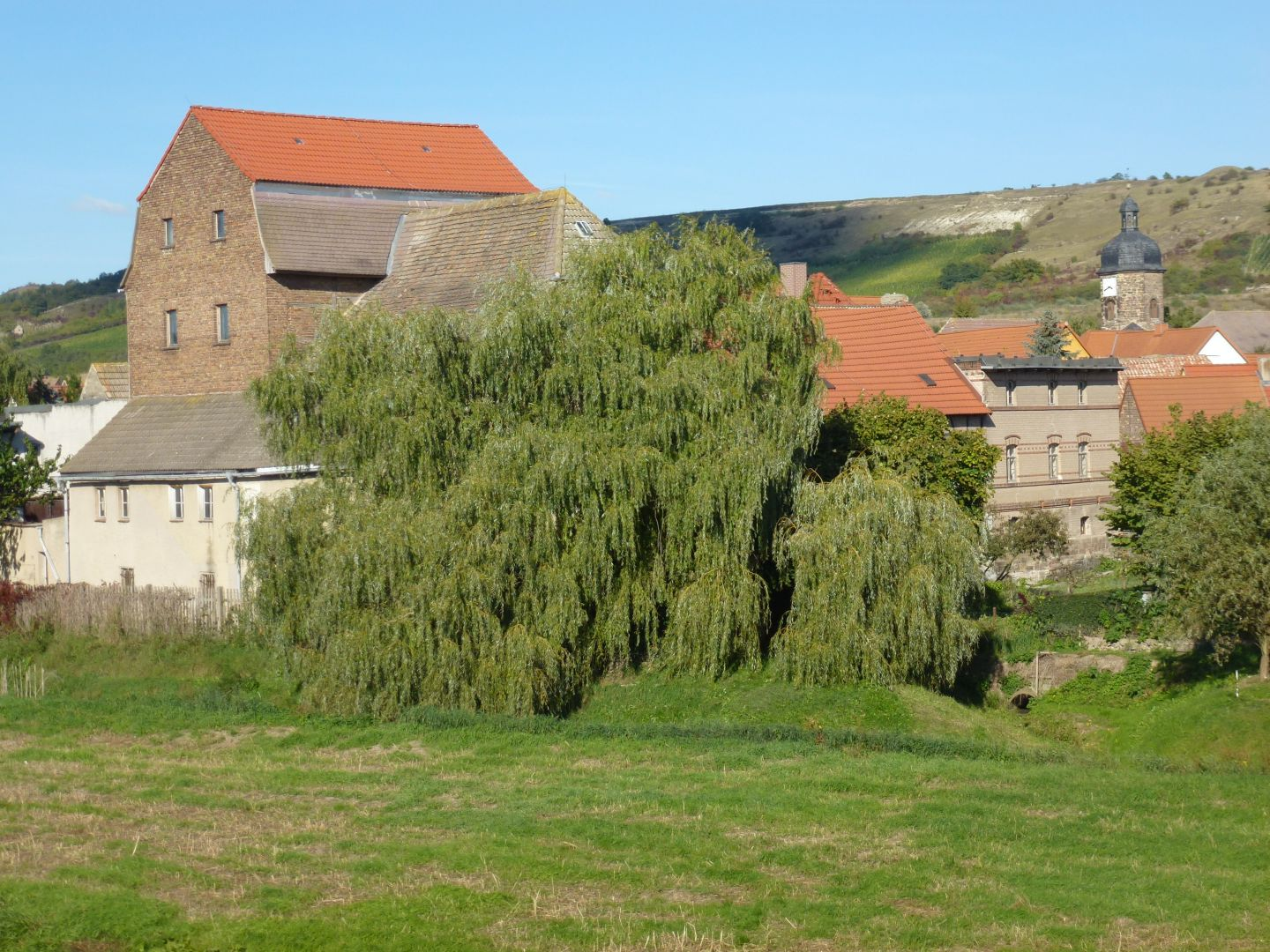
Blick auf Karsdorf

Das jüngere, weibliche Individuum „KAR22a“ wurde mit 2564–2475 cal. v. Chr. in die Zeit der spätneolithischen Schnurkeramik datiert und der Haplogruppe T (mtDNA)1a1 zugeordnet.
In der späten Bronze- und frühen Eisenzeit (12. bis frühes 5. Jh. v. Chr.) war das rechte Unstrutufer im Ortsteil Wennungen Standort einer „Proto-Stadt“ mit mehreren tausend Einwohnern, die vom überregionalen Handel lebte (siehe Wennungen).

### Mittelalter und Neuzeit
Der heilige Laurentius als Schutzpatron der Karsdorfer Dorfkirche und der heilige Martin von Tours für die Kirche des untergegangenen Dorfes Bünisdorf (auch Pinsdorf) stehen für diesen frühen Ursprung.
In einem zwischen 881 und 899 entstandenen Verzeichnis des Zehnten des Klosters Hersfeld wird Karsdorf als zehntpflichtiger Ort Coriledorpf im Friesenfeld erstmals urkundlich erwähnt.
Das als fränkisches Gründung an der alten Franken-, Wein- oder Kupferstraße gegründete Karsdorf wird 1109 als Karlestorph urkundlich erwähnt.
Der Name „Karlestorph“ hat aber nichts mit dem Karst zu tun, der im Siegel gezeigt wird, sondern ist vielmehr zu verstehen als „Dorf eines Karl“, den sichtlich bekannten fränkischen Namen.
Das Siegel des Ortes bezieht sich dagegen eindeutig auf den dortigen Weinanbau, der schon unter den Franken verbreitet war und im 12. Jahrhundert erstmals urkundlich bezeugt ist.
Es entstand direkt an der Furt durch die Unstrut, zu deren Schutz schon bald eine Burg auf der Hohen Gräte errichtet wurde, die sich zunächst im Besitz der Grafen von Mansfeld befand, dann an die Edlen Herren von Querfurt überging und deren Erbe nach dem Aussterben in der zweiten Hälfte des 15. Jahrhunderts größtenteils an die Wettiner fiel. Die Forschung geht auch noch von einer zweiten Burgstelle aus.
Entscheidend für die Gründung des Ortes und seine weitere Entwicklung war die Lage an der Unstrut und der Unstrutfurt, die nur wenige Meter von der jetzigen Karsdorfer Brücke bestand. Diese Furt querte die Kupferstraße, also jene alte Verkehrsader, die eine Fortsetzung der Königsstraße war. Über sie gingen die großen Kupfertransporte von Mansfeld bis Eisleben nach Nürnberg und weiter in den Süden.
In Karsdorf hatte die Familie von Rockhausen, Herren auf Kirchscheidungen von 1428 bis 1608 einen Edelhof inne.
Spätestens seit 1469 hatte Herzog Wilhelm III. Karsdorf als Amtsdorf völlig in das Amt Freyburg integriert. Der Ort war Sitz eines gesonderten Landgerichtstuhls mit besonderen Richtern und Schöffen. Hier wurde Gericht gehalten und Vertreter der dazugehörigen Dörfer vorgeladen.
1589 lebten 61 Hauswirte im Ort, darunter 20 Anspänner und 41 Hintersättler. Nach dem verheerenden Brand von 1608, welchem 117 Wohnhäuser „samt der schönen, neuerbauten Kirche, Pfarre, Schule, Mühle, Brauhaus, Backhaus und Keltern“ zum Opfer fielen, gaben die von Rockhausen ihre dort liegenden Güter auf. Am 29. April 1823 verwüstete ein durch Mordbrenner angelegtes Feuer 16 Häuser des Dorfes und zahlreiches Vieh.
Durch wüst gewordene Dörfer der Umgebung wurde die Ortsflur von Karsdorf wesentlich vergrößert, dazu zählen Siegerstedt (881/899: Sigiristat, 1589: Seigerstett), Bünsdorf (Bunisdorp, 1589: Bunßdorf) und Wölbitz (Wülbiz, 1589: Welfitz).

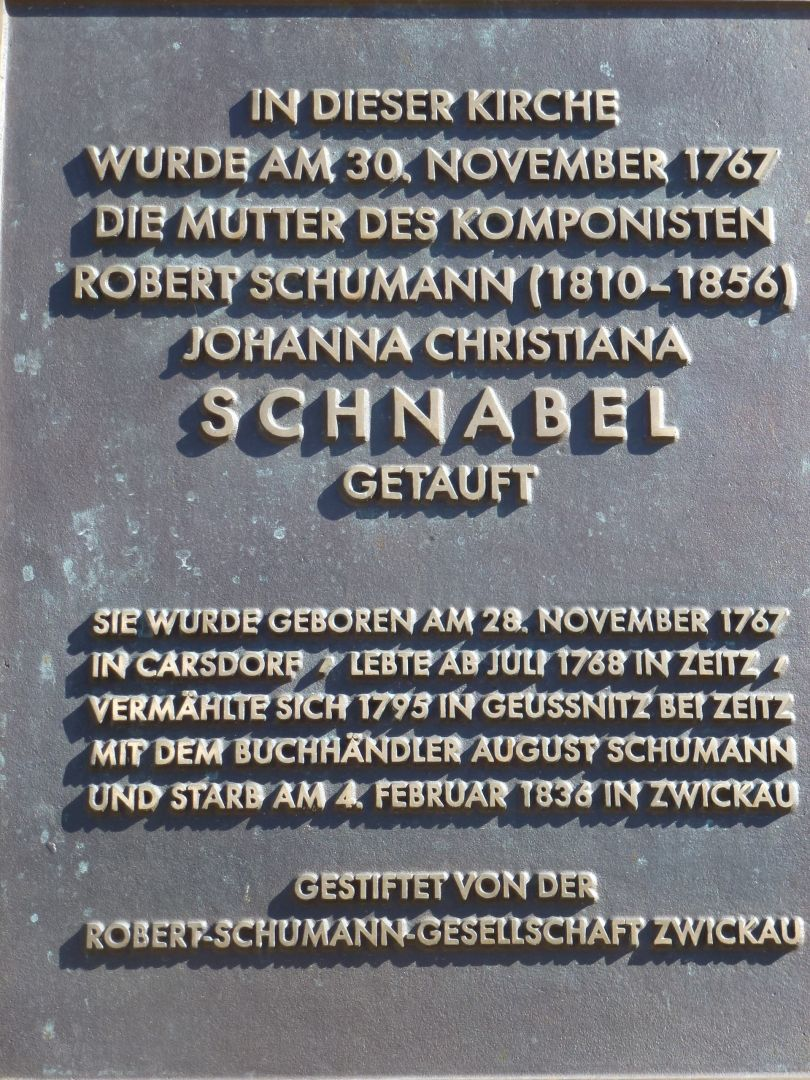
Erinnerungstafel für die Mutter Robert Schumanns

Auch die Kirche ist im Kern noch spätgotisch, die heutige Gestalt erhielt sie aber nach dem Umbau 1701 und im 19. Jahrhundert. Die Barockkartusche oberhalb der Turmuhr hat das Baujahr 1701 inschriftlich festgehalten. Die Glocke im Turm stammt aus dem Jahre 1666 und wurde in der Werkstatt des Magdeburger Gießers Jakob Wenzel hergestellt. 1767 wurde Christiane Schnabel, die Mutter Robert Schumanns, in der Kirche getauft, eine Tafel an der Kirche erinnert daran.
1815 gelangte Karsdorf an den Kreis Querfurt im Regierungsbezirk Merseburg der preußischen Provinz Sachsen. Zu DDR-Zeit gehörte der Ort dem Kreis Nebra an.
1927 hatte Karsdorf 639 Einwohner. Im gleichen Jahr wurde das Karsdorfer Zementwerk gegründet, in dem der örtliche Kalkstein und verschiedene Tonmineralen verarbeitet wurden. Während des Zweiten Weltkrieges mussten zahlreiche Frauen und Männer aus den von Deutschland besetzten Ländern in der Zementfabrik Zwangsarbeit verrichten, woran viele verstarben.
Der große Bedarf an Zement in der DDR und die umweltfeindliche Produktionstechnik führten zu einer Verschmutzung der Umgebung mit Zementstaub und Asche aus der Brennanlage. Mit der Übernahme des Werkes durch die LAFARGE 1990 wurde das Werk bis zum Jahr 2000 zu einem der modernsten und leistungsfähigsten Werke der Lafarge-Gruppe.

## Gedenkstätten
- Gedenkstein von 1970 vor der Hans-Beimler-Schule in der Promenade zur Erinnerung an die polnischen Zwangsarbeiter, die während des Zweiten Weltkrieges Opfer dieser Zwangsarbeit wurden
- Gedenktafel von 2012 an der St.-Laurentius-Kirche zur Erinnerung an Geburt und Taufe (28./30. Nov. 1767) der Mutter des Komponisten Robert Schumann, Johanna Christiana Schnabel. Gestiftet von der Robert-Schumann-Gesellschaft Zwickau.

## Politik

### Bürgermeister
Der ehrenamtliche Bürgermeister Olaf Schumann wurde erstmals am 26. April 1998 gewählt.

### Gemeinderat
Seit der Kommunalwahl am 25. Mai 2014 setzt sich der Stadtrat mit 12 Mitgliedern wie folgt zusammen:
- Die Linke: 6 Sitze (49,1 %)
- Wählergruppen: 4 Sitze (31,4 %)
- CDU: 2 Sitze (19,4 %)

Die Wahlbeteiligung lag bei 44,9 %.

### Wappen
Das Wappen wurde am 1. Juni 2010 durch den Landkreis genehmigt.
Blasonierung: „In Gold über mit zwei silbernen Wellenlinien belegtem blauem Wellenschildfuß zwei schräg gekreuzte, die Zinken nach außen kehrende zweizinkige schwarze Karste, beidseits begleitet von je einer blauen Weintraube mit grünen Blättern und schwarzen Ranken.“
Das Wappen wurde vom Kommunalheraldiker Jörg Mantzsch gestaltet und am 17. Februar 2010 vom Gemeinderat beschlossen. Karsdorf führte im 19./20. Jahrhundert ein Bildsiegel, das im Oberwappen den heiligen Laurentius als den Schutzpatron der Dorfkirche und im Schild drei überkreuzte Karste zeigt.
Unter einem Karst ist in diesem Fall nicht eine geologische Formation von Karbonatgestein zu verstehen; der hier gemeinte Karst (auch Zwei-/Dreizahn) ist ein mit zwei (seltener auch drei) rechtwinklig abgebogenen, stabilen Zinken versehenes Werkzeug, das von der Hacke (Haue) abgeleitet ist.
Zwar wurde/wird diese Form der Hacke traditionell auch im Weinbau zur Erdlockerung benutzt, doch hat es keinen direkten Bezug zum Ortsnamen. Etymologisch hat der Name nichts mit dem Karst zu tun. Dennoch wurde das Werkzeug bereits früher im Siegel verwendet und bildet als Hauptsymbol des neuen Wappens ein sogenanntes „redendes Wappen“ (wie Magdeburg, Klötze, Elsterwerda usw.). Die über tausendjährige Tradition des Weinanbaus und die Lage aller Ortsteile an der Unstrut drücken sich durch Weintrauben und gewelltem Schildfuß aus.
Die Farben der Gemeinde sind Blau - Gelb.

### Flagge
Die Flagge der Gemeinde Karsdorf ist blau - gelb (1:1) gestreift (Querform: Streifen waagerecht verlaufend, Längsform: Streifen senkrecht verlaufend) und mittig mit dem Gemeindewappen belegt.

## Wirtschaft und Infrastruktur

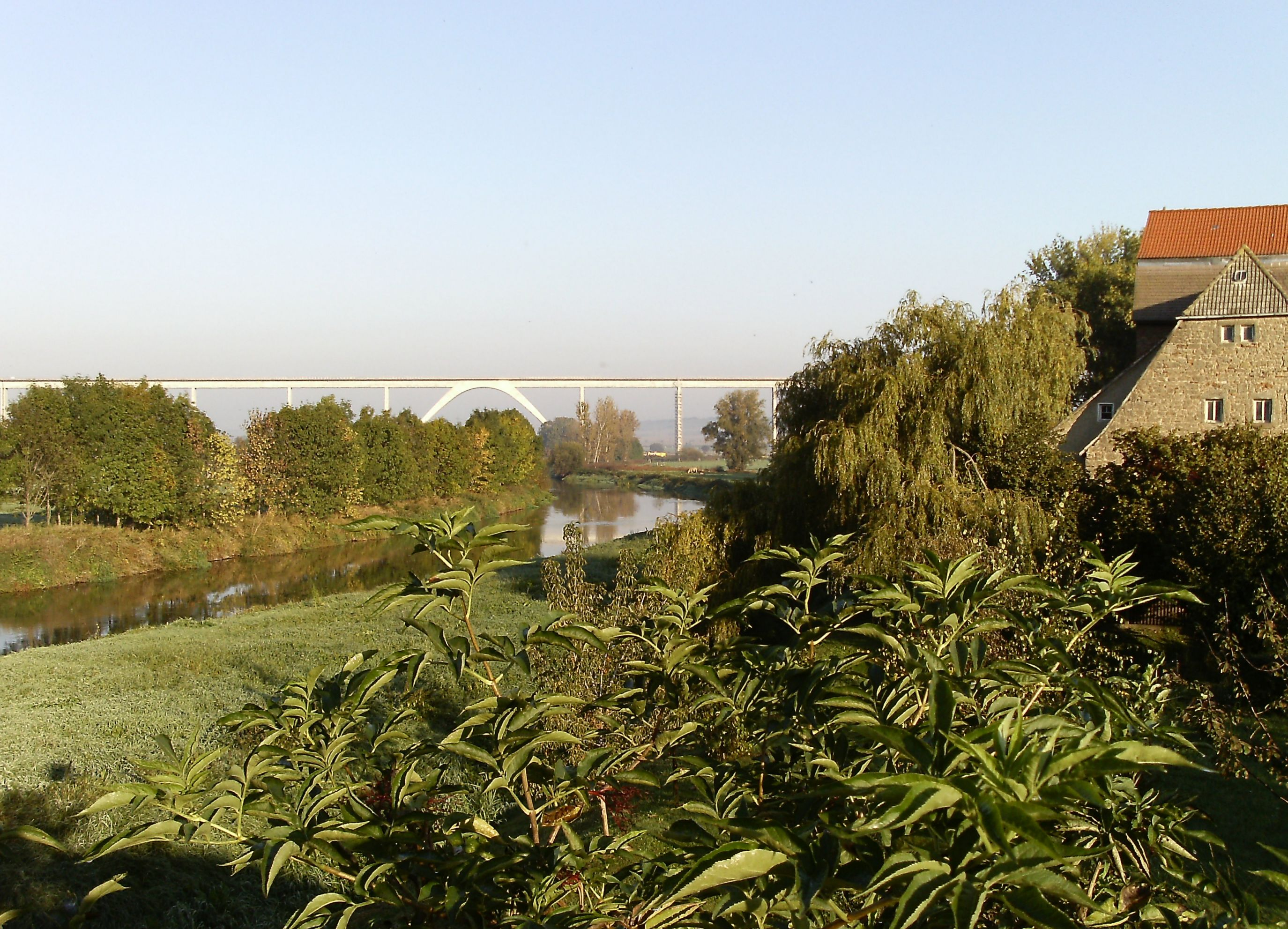
Karsdorf mit der Unstruttalbrücke

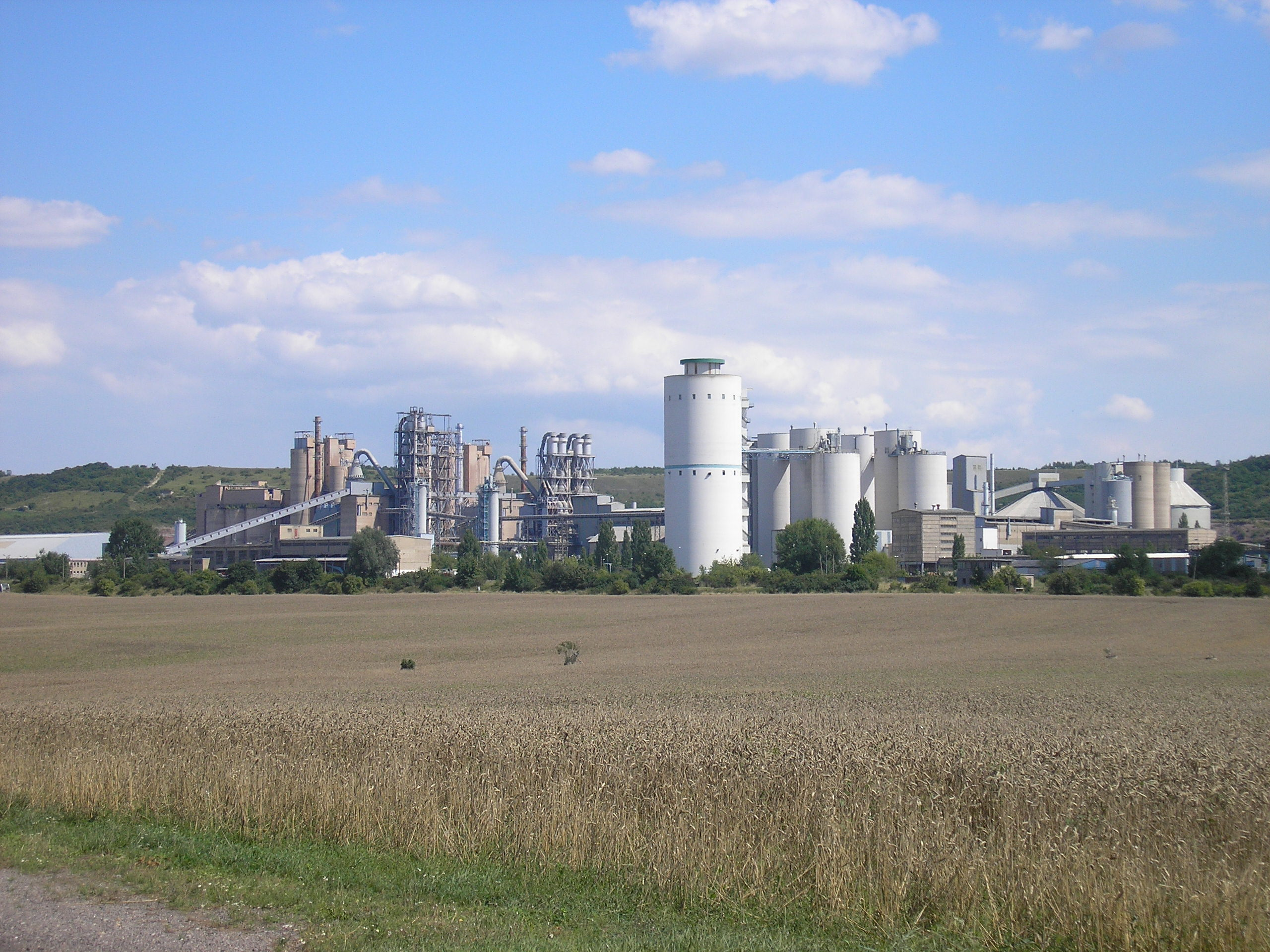
Zementwerk

### Verkehr
Westlich des Gemeindegebiets verläuft die Bundesstraße 250, die von Eckartsberga und Querfurt führt, östlich die Bundesstraße 180, die von Naumburg ebenfalls nach Querfurt führt.
Karsdorf liegt an der Unstrutbahn, an die auch das Zementwerk angeschlossen ist. Der Bahnhof Karsdorf wird stündlich von der Linie RB 77 Naumburg Ost–Wangen bedient.
Die Neubaustrecke Erfurt–Leipzig/Halle führt über die 2668 m lange Unstruttalbrücke nördlich am Ort vorbei.

### Industrie
Hauptarbeitgeber der Gemeinde ist das Zementwerk Karsdorf, das über die Opterra GmbH zur Cement Roadstone Holding gehörte. Die Opterra GmbH wurde zum 1. Januar 2023 an die Thomas-Gruppe verkauft. Heute arbeiten ca. 200 Menschen im Zementwerk, das für den nationalen, aber auch internationalen Markt produziert.
Die Zementindustrie, die 1928 in Karsdorf entstanden ist, ist heute noch prägend in diesem Ort. Diese Entwicklung wurde sehr stark durch die vielen natürlichen Vorkommen von Kalkstein, Ton und Sand beeinflusst. Die Rohstoffe werden im Tagebau Karsdorf abgebaut und im Zementwerk weiterverarbeitet.

### Tourismus

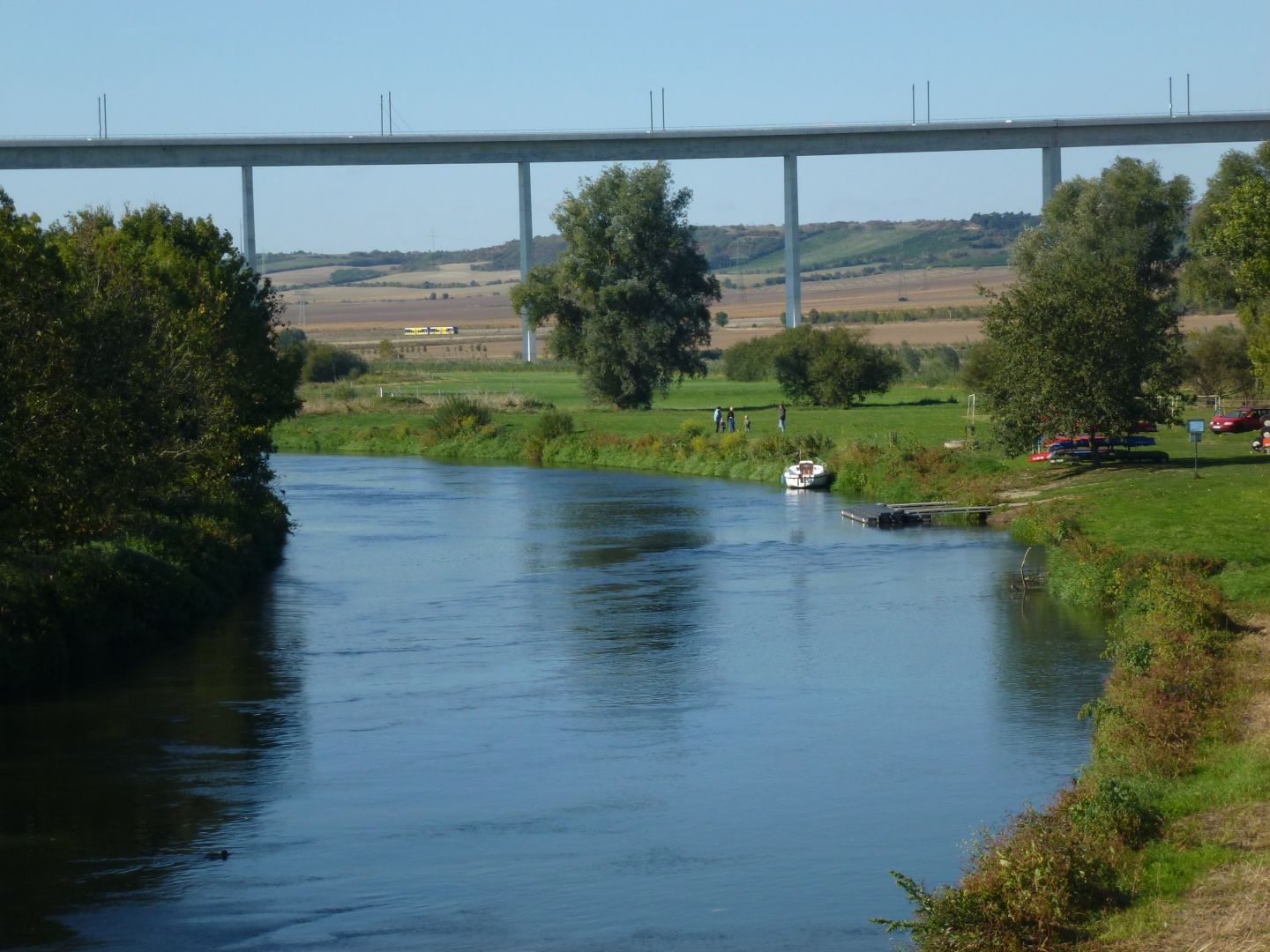
Kanustation vor der Unstruttalbrücke

Der Unstrut-Radweg führt durch den Ort. Eine Kanu- und Fahrradstation bietet auch den Wasserwanderern die notwendige Infrastruktur.
Durch die Unstruttalbrücke, das nahegelegene Schloss in Burgscheidungen und die Himmelsscheibe von Nebra fahren zunehmend Touristen durch den Ort.

### Vereine
- SG ZW Karsdorf
  - Herren: Kreisliga Burgenlandkreis
  - D-Jugend: Kreisliga Burgenlandkreis
- Skatverein „Der Dissau Trumpf“
- Dartverein „Wetzendorfer Bulls“
- Unstruttaler Tanzsportverein Karsdorf
- Karsdorfer Karnevalsverein e. V.
- Kinder- und Jugendhaus „Free-Time“ mit Mehrgenerationenhaus

## Persönlichkeiten
- Gustav Schmidt (1894–1943), Offizier, zuletzt Generalleutnant im Zweiten Weltkrieg
- Paul Jaeger (1869–1963), Theologe, Mitglied der Deutschen Christen und Schriftsteller
- Johanna Christiana Schumann geb. Schnabel (* 28. November 1767 in Karsdorf; † 4. Februar 1836 in Zwickau), Mutter des Komponisten Robert Schumann, kam hier als Tochter des Feldschers im kursächsischen Karabinier-Regiment Abraham Gottlob Schnabel zur Welt und wurde am 30. November 1767 in der St.-Laurentius-Kirche getauft[11]